# Kriegsheim (Monsheim)
Kriegsheim ist ein Ortsteil von Monsheim im südlichen Rheinhessen, dem Wonnegau im Landkreis Alzey-Worms.

## Geschichte
Kriegsheim wird mit drei Schenkungen an das Kloster Lorsch im Lorscher Codex erwähnt. Mit der ältesten Urkunde Nr. 1261 schenkte Richer einen Weinberg am 5. April 767. Kriegsheim hieß früher auch Kreikesheim (766), Crigesheim (1137), Crigisheim (1276), Chrisheim (1306), Criegesheim (1335), Krysheim (1344), Griesheim (1496). Das Dorf gehörte zu den alten Besitzungen des Hochstifts Worms. Im Jahre 1137 gab Bischof Burchard II. von Ahorn seinen Hof zu Kriegsheim mit allem, was er im Dorfe besaß, seinem Domkapitel zur Verbesserung seiner Einkünfte. Die Vogtei des Ortes hatten die Herren von Bolanden, teils von den Bischöfen, teils von dessen Erbschutz-Vögten zu Lehen.
Im Jahre 1494 gehörte der Ort noch unter die sogenannten pfälzischen Ausdörfer. Später bildete sich aus den pfälzischen Rechten die Landesherrlichkeit aus. Im Orte war das Geschlecht der Ritter von Kriegsheim ansässig; es hauste in dem festen Turm, welcher noch im Dorfe aufragt und zu Wohnungen eingerichtet ist. Im 14. Jahrhundert wurde er von den Wormsern erstürmt. Kriegsheim blieb bei der Pfalz bis zum Ende des 18. Jahrhunderts, es gehörte zum Oberamt Alzey.
Eine Kirche zu Kriegsheim kommt urkundlich zum ersten Mal vor im Jahre 1309. Sie war eine Pfarrkirche und zu Ehren des hl. Apostels Petrus erbaut und hatte zur Rechten einen den hl. Simon und Juda und zur Linken einen der Mutter Gottes geweihten Altar. Sie lag im Bistum Worms, stand unter dem Archidiakonat des Dompropstes zu Worms und gehörte zum Landkapitel Leiningen (Bockenheim). In der pfälzischen Kirchenteilung 1705, fiel die Kirche den Reformierten zu, welche eine eigene Pfarrei errichteten. Die Katholiken richteten sich 1752 auf dem Rathaus eine Kapelle ein, welche sie dem hl. Joseph weihten. Von der alten nunmehr evangelischen Kirche steht nur noch der untere Teil des Turmes, die jetzige wurde 1792 gebaut.
Das Patronatsrecht mit dem Pfarrsitz hatten ursprünglich die Bischöfe von Worms, welche es den Herren von Bolanden zu Lehen gaben. Doch trat im Jahr 1309 Otto von Bolanden, kaiserlicher Kämmerer, das Patronat an den Bischof von Worms ab, welcher es seinem Kapitel überwies.
Den großen Zehnten bezog bis in die letzte Zeit das Domstift zu Worms, den kleinen Zehnten der reformierte Pfarrer.
Nach dem Dreißigjährigen Krieg wurden Mennoniten und Quäker von Kurfürst Karl Ludwig eingeladen, sich in den entvölkerten Dörfern niederzulassen; für 1656 wird ihre Anwesenheit in Kriegsheim berichtet. Bereits in der Reformationszeit hatte sich in Kriegsheim eine Täufergemeinde gebildet, die nach dem Dreißigjährigen Krieg um die neu aus der Schweiz hinzugekommenen Mennoniten ergänzt wurde. Am 23. Juni und am 27. September 1677 besuchte William Penn, der später in der nach seinem Vater benannten amerikanischen Provinz „Pennsylvania“ tätig war, die Kriegsheimer Glaubensgenossen. Da die Quäker sich aus ihrer religiösen Überzeugung heraus standhaft weigerten Steuern und Abgaben zu zahlen und Militärdienst zu leisten, beschlossen sie auszuwandern.
Am 12. Oktober 1685 kamen die ersten Kriegsheimer Auswanderer mit dem Schiff Francis & Dorothy in der Neuen Welt an. In Germantown gründeten sie einen Stadtteil: „Krie(g)sheim“.
Auch heute finden sich noch Spuren der Kriegsheimer in Philadelphia, Die Straßennamen „Cresheim Valley Drive“ und „Cresheim Road“ sowie der Restaurantname „Cresheim Cottage Cafe“ sind etymologisch darauf zurückzuführen. Die im Ort verbliebene Mennonitengemeinde besteht bis heute. Das Zentrum der Gemeinde befindet sich seit 1820 jedoch in Monsheim, wo sich auch die mennonitische Kirche befindet. Unter den Auswanderern war auch der Quäker Gerrit Hendricks, der zum Mitautor des Anti-Sklaverei-Petition von Quäkern in Germantown 1688 wurde.
Während der Zeit des Ersten Koalitionskrieges wurde der Ort von französischen Revolutionstruppen geplündert und gebrandschatzt. 1797 wurde mit großem Aufwand ein Freiheitsbaum gepflanzt, unter dem Ruf: „Es lebe die Republik!“ Aber die Mehrheit der Bewohner hielt zu Fürst und Verfassung.
Von 1798 bis 1814 gehörte das Dorf zum französischen Departement Donnersberg und war dem Kanton Pfeddersheim zugeordnet. Aufgrund der auf dem Wiener Kongress (1815) getroffenen Vereinbarungen und einem mit Österreich und Preußen geschlossenen Staatsvertrag kam die Region 1816 zum Großherzogtum Hessen und wurde der Provinz Rheinhessen zugeordnet.
Nach dem Zweiten Weltkrieg wurde Kriegsheim innerhalb der französischen Besatzungszone Teil des damals neu gebildeten Landes Rheinland-Pfalz und gehörte zum Landkreis Worms im Regierungsbezirk Rheinhessen.
Am 7. Juni 1969 wurde die Gemeinde Kriegsheim (seinerzeit 579 Einwohner) aufgelöst und aus ihr und der ebenfalls aufgelösten Gemeinde Monsheim (1.603 Einwohner) die heutige Gemeinde Monsheim neu gebildet.
Im Jahr 1985 fiel das 1890 errichtete frühere Rathaus den Baggern zum Opfer. Es folgte die Kanalisation und Anfang der 90er Jahre die Gasversorgung und Verkabelung. Eine neue Tränkgassbrücke wurde gebaut und die Ton- und Sandwerke geschlossen. 1992 erhielt die evangelische Kirchengemeinde zwei neue Glocken. Die Friedhofshalle wurde 1994 erweitert. 1998 hat man die Kirche innen und außen renoviert.

## Ehemaliges Gemeindewappen
| Wappen von Kriegsheim | Blasonierung: „In Silber vier schwarze Balken in Zwillingsanordnung, im rechten Obereck eine schwarze Krähe.“ |
| Wappen von Kriegsheim | |

## Söhne und Töchter der Gemeinde
- Christian Adalbert Kupferberg (* 18. April 1824 in Kriegsheim), Gründer der Sektkellerei Kupferberg

## Vereine
- Brauchtums- und Kerwe-Gemeinschaft 1990 Kriegsheim
- Turngemeinde Kriegsheim

## Brauchtum und Kerwe
Trotz der Eingemeindung zu Monsheim führt der Ortsteil Kriegsheim weiterhin ein weitgehend eigenständiges Ortsleben. Am Freitag vor dem dritten Sonntag im September beginnt die „Kriesemer Kerwe“ mit dem Höhepunkt des sonntäglichen Kerweumzugs und der Kerwered. Sie endet erst am darauffolgenden Dienstag mit der Verbrennung der „Kerb“, einer leeren Flasche Wein. Während dieser Tage sind auffällig viele Häuser mit der eigenen Kriegsheimer Fahne verziert, die sich im Eigentum der jeweiligen Hausbesitzer befinden.